# Vinci Airports
A Vinci Airports, filial do Grupo Vinci, é uma empresa francesa operadora aeroportuária. Sendo um player global, a empresa desenvolve, financia, constrói e opera uma rede de 65 aeroportos em todo o mundo.
Está entre os cinco maiores operadores do mercado aeroportuário, o conjunto dos aeroportos sob sua gestão representa um tráfego anual total de mais de 132 milhões de passageiros e é servido por mais de 200 companhias aéreas. Em 2016, o volume de negócios da VINCI Airports ultrapassa os mil milhões de euros.

## História
Em 1995, a Vinci Airports obtém a primeira concessão aeroportuária. Através da filial Camboja Airports, é celebrado um contrato até 2040 para os aeroportos de Phnom Penh e de Siem Reap. Desde dezembro de 2011, a VINCI Airports também detém a concessão de um terceiro aeroporto internacional no Camboja: o aeroporto de Sihanoukville.
A França abre a gestão aeroportuária nacional à delegação de serviço público. Em 2003, a VINCI Airports ganha a sua primeira adjudicação para a operação do aeroporto de Grenoble, e a segunda em 2004, para o aeroporto de Chambéry. A VINCI Airports expande a sua operação através de licitações públicas e torna-se concessionária de 13 aeroportos em França em 2016 (ordenados em função do tráfego de passageiros):
- Lyon-Saint-Exupéry;
- Nantes Atlantique;
- Rennes;
- Toulon-Hyères;
- Clermont-Ferrand Auvergne;
- Grenoble-Isère;
- Chambéry – Savoie;
- Dinard;
- Poitiers-Biard;
- Saint-Nazaire – Montoir;
- Le Castellet;
- Lyon-Bron;
- Pays d'Ancenis.

A VINCI Airports é também acionista do grupo Aéroports de Paris (ADP), com uma participação de 8 % no capital social.
A aquisição da ANA Aeroportos de Portugal, em 2013, pela Vinci Airports, representa um ponto de partida para uma maior internacionalização das atividades do Grupo. Com esta aquisição, a Vinci Airports obtém a concessão em Portugal dos seguintes aeroportos (ordenados em função do tráfego de passageiros):
- Lisboa;
- Porto;
- Faro;
- Madeira;
- Ponta Delgada;
- Horta;
- Porto Santo;
- Santa Maria;
- Flores;
- Beja.

A VINCI Airports instala-se no Chile em 2015, sua primeira incursão na América do Sul. O consórcio Nuevo Pudahuel, constituído pela VINCI Airports (40 %) e pelos grupos Aéroports de Paris (45 %) e Astaldi (15 %), assume a operação do aeroporto de Santiago do Chile por um período de 20 anos.
Ainda em 2015, o consórcio Vinci Airports com a empresa japonesa ORIX é designado candidato principal à concessão dos aeroportos internacionais de Kansai e de Osaka para um período de 44 anos a partir de 1 de abril de 2016.
Em 2016, a Vinci Airports adquire a empresa AERODOM, concessionária de seis aeroportos na República Dominicana até março de 2030. A VINCI Airports assume a concessão dos seguintes aeroportos (ordenados em função do tráfego de passageiros):
- Las Americas;
- Gregorio Luperon;
- Presidente Juan Bosch;
- Arroyo Baril;
- Dr. Joaquín Balaguer;
- Maria Montez.

Vinci Airports é designada como a representante do futuro e controverso Aeroporto do Grande Ouest, localizado em Notre-Dame-des-Landes, no norte de Nantes, para substituir o actual aeroporto que se tornou muito pequeno.
Ainda em 2016, os aeroportos operados pela Aéroports de Lyon (ADL) são integrados na rede VINCI Airports. O consórcio constituído pela VINCI Airports, pela Caisse des Dépôts e pelo Crédit Agricole Assurances adquire 60 % do capital da ADL, titular de um contrato de concessão para os aeroportos de Lyon Saint-Exupéry e de Lyon Bron até 31 de dezembro de 2047. O aeroporto de Lyon-Saint Exupéry, com um tráfego de 9 milhões de passageiros, é o maior aeroporto da rede na França.
Em 16 de março de 2017, continuando sua expansão internacional, a VINCI Aiports arrematou em leilão o Aeroporto Internacional de Salvador - Deputado Luís Eduardo Magalhães, localizado na cidade de Salvador, no Brasil, por R$ 1,59 bilhão. A empresa ficará responsável pela administração do aeroporto pelos próximos 30 anos.

## Filiais[15]
- Sociedade concess Airports conquistouos (SCA) no Camboja[16]100,00 %
- SEAGI – aeroporto de Grenobleorte do9,00 %
- SEACA – aeroporto Chambéry 99,00 %
- SEACFA – aeroporto de Clermont-Ferrand 99,00 %
- SEAQC – aeroporto de Quimper-Cornouaille 99,00 % utura
- Pa                      AkVINCIEstacionamento das companhias de aluguer do Aeroporto de Nice) 100,00 %
- Cambodia Airports 70 %
- Aerodom 100 %
- Nuevo Pudahuel 40 %
- ANA 100 %
- Kansai Airports 40 %
- Salvador-Bahia Airport S.A. 100,00 %
- Concessionaria dos aeroportos da Amazônia S.A. 100,00 %